# Дейли, Тайн
Тайн Дейли (англ. Tyne Daly, род. 21 февраля 1946) — американская актриса театра, кино и телевидения, широко известная по ролям детектива Мэри Бет Лэйси в телесериале «Кегни и Лейси» (1981—1988) и Максин Грей в телесериале «Справедливая Эми» (1999—2005).
За свою карьеру Дейли шестнадцать раз была номинирована на главную телепремию «Эмми» и шесть раз становилась её лауреатом, получила театральную премию «Тони» в 1999 году, премию «Драма Деск», а также пять раз была номинирована на «Золотой глобус» и дважды на «Премию Гильдии киноактёров США». В 1995 году она получила собственную звезду на Голливудской «Аллее славы».

## Жизнь и карьера

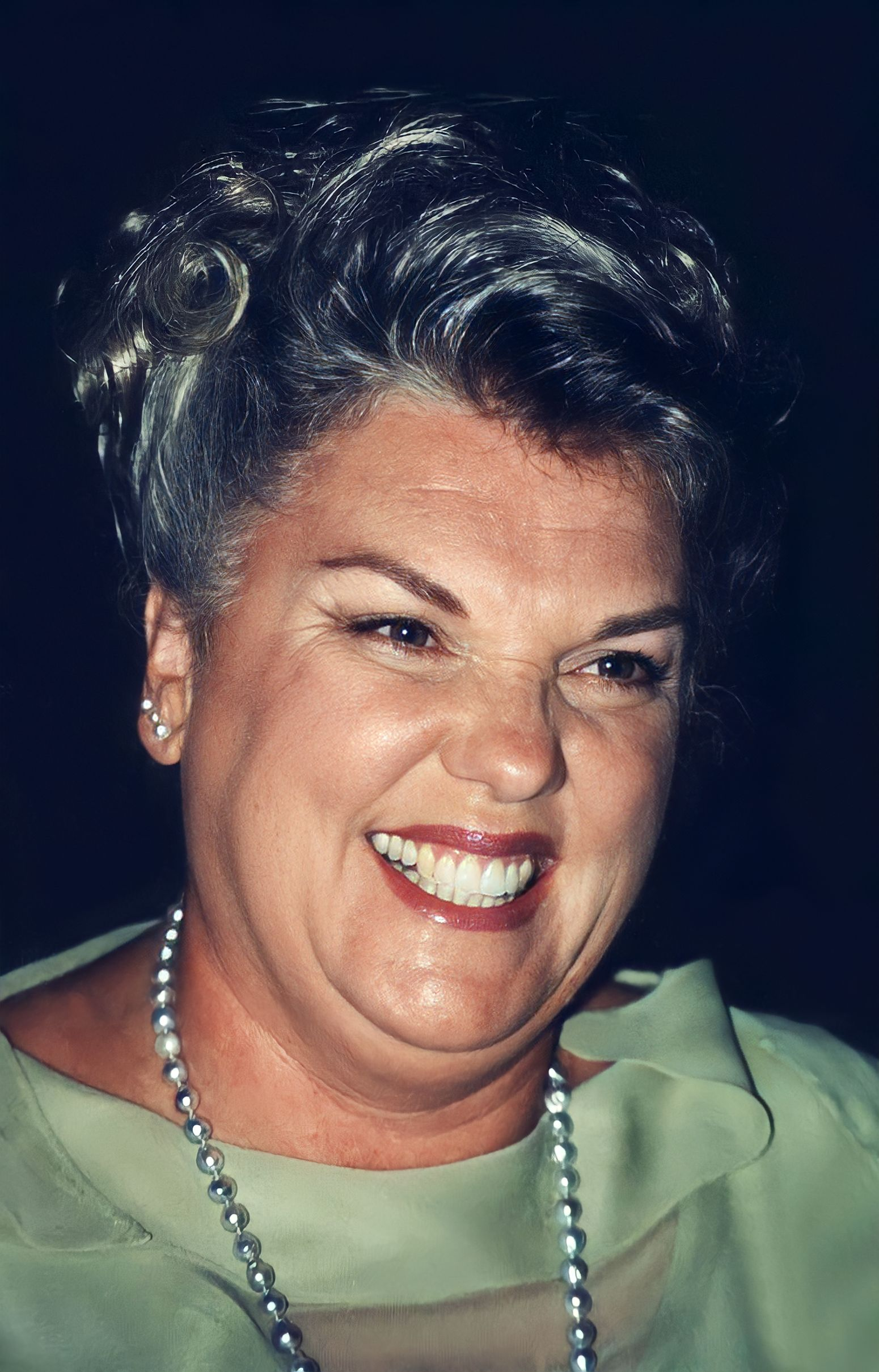
1997 год

Эллен Тайн Дейли родилась в Мэдисоне, штат Висконсин в семье актёров Джеймса Дэйли и Мэри Хоуп Ньюэлл. Её младший брат Тим Дейли также является актёром. Она выросла в округе Уэстчестер (штат Нью-Йорк) и получила образование в Брандейском университете. Свою карьеру начала с ролей на театральной сцене.
В семидесятых Дейли появилась в нескольких фильмах, таких как «Джон и Мэри» (1969), «Освобождённый ангел» (1970), «Играй как по писаному» (1972), «Прелюбодейка» (1973) и «Телефон» (1977). Её самая известная роль на большом экране была в фильме 1976 года «Блюститель закона» вместе с Клинтом Иствудом, где Дейли сыграла партнёра его персонажа. Год спустя она получила первую в карьере номинацию на премию «Эмми», в категории за лучшую женскую роль в мини-сериале или фильме в фильме «Близкий незнакомец».
В 1981 году Тайн Дейли получила самую успешную роль в карьере — детектива Мэри Бет Лэйси в телесериале «Кегни и Лейси» с Шэрон Глесс. За эту роль Дейли выиграла четыре рекордные премии «Эмми» за лучшую женскую роль в драматическом телесериале и наряду с Майкл Лернд держит рекорд по победам в категории. Когда «Кегни и Лейси» завершился в 1988 году, она перешла с телеэкрана на Бродвей, получив премию «Тони» за лучшую женскую роль в мюзикле за выступление в постановке «Цыганка».
В 1991 году Дейли воссоединилась с Шэрон Глесс в эпизоде её сериала «Испытания Рози О’Нил». Тогда же она сыграла гостевую роль и в ситкоме «Крылья» своего брата Тима, появление в котором принесло ей ещё одну номинацию на «Эмми». Она выступила в ещё одном бродвейском мюзикле, однако он провалился, а в 1994 году вернулась на телевидение с ролью второго плана в историческом сериале «Кристи» с Келли Мартин. Она выиграла пятую «Эмми» за роль в сериале, на этот раз в категории за лучшую женскую роль второго плана в драматическом телесериале.
В середине девяностых Дейли снялась в четырёх телефильмах-сиквелах сериала «Кегни и Лейси». В 1995 году Дейли получила именную звезду на Голливудской «Аллее славы» и тогда же снялась с Ванессой Уильямс в мюзикле «До свидания, птичка». Она продолжала сниматься в телефильмах, а в период между 1999—2005 годами играла роль матери Эми Бреннеман в сериале «Справедливая Эми». Дейли ещё шесть раз номинировалась на «Эмми», за каждый из сезонов, выиграв премию в 2003 году.
В 2006 году Дейли вернулась на бродвейскую сцену с ролью в пьесе «Кроличья нора» с Синтией Никсон. Она получила номинацию на премию «Тони» за лучшую женскую роль второго плана в пьесе в том же году. В 2011 году она сыграла роль Марии Каллас в ещё одной бродвейской пьесе «Мастер-класс». В начале 2012 года Тайн Дейли была введена в Американский театральный зал славы. В 2015 году Дейли появилась с Салли Филд в фильме «Здравствуйте, меня зовут Дорис», сыграв роль лучшей подруги её персонажа. Сыграла роль в успешном фильме «Человек-паук: Возвращение домой».

## Фильмография

### Кино
| Год  | Название на русском             | Оригинальное название        | Роль             | Примечания                  |
| ---- | ------------------------------- | ---------------------------- | ---------------- | --------------------------- |
| 1969 | Джон и Мэри                     | John and Mary                | Хилари           |                             |
| 1970 | Ангел освобождённый             | Angel Unchained              | Мэрили           |                             |
| 1972 | Играй как по писаному           | Play It as It Lays           | журналистка      |                             |
| 1973 | Прелюбодейка                    | The Adulteress               | Инез Стайнер     |                             |
| 1976 | Блюститель закона               | The Enforcer                 | Кейт Мур         |                             |
| 1977 | —                               | Speedtrap                    | Ниффти Нолан     |                             |
| 1977 | Телефон                         | Telefon                      | Дороти Паттерман |                             |
| 1981 | Костюм фасона «Зут»             | Zoot Suit                    | Элис Блумфилд    |                             |
| 1985 | Авиатор                         | The Aviator                  | Эвелин Стиллер   |                             |
| 1985 | Толкачи и кидалы                | Movers & Shakers             | Нэнси Дерман     |                             |
| 1997 | Любовь зла…                     | The Lay of the Land          | доктор Гуттмахер |                             |
| 1999 | Осеннее сердце                  | The Autumn Heart             | Энн              |                             |
| 2000 | Потомки обезьян                 | The Simian Line              | Арнита           |                             |
| 2000 | Кусочек Эдема                   | A Piece of Eden              | тётя Аурелия     |                             |
| 2015 | Здравствуйте, меня зовут Дорис  | Hello, My Name Is Doris      | Роз              |                             |
| 2017 | Человек-паук: Возвращение домой | Spider-Man: Homecoming       | Анна Мари Хёг    |                             |
| 2017 | Восточная сказка                | Basmati Blues                | Эвелин           |                             |
| 2018 | Баллада Бастера Скраггса        | The Ballad of Buster Scruggs | леди             | новелла: The Mortal Remains |
| 2018 | —                               | A Bread Factory, Part One    | Доротея          |                             |
| 2018 | —                               | A Bread Factory, Part Two    | Доротея          |                             |

### Телевидение
| Год       | Название на русском                         | Оригинальное название                              | Роль                       | Примечания                                                 |
| --------- | ------------------------------------------- | -------------------------------------------------- | -------------------------- | ---------------------------------------------------------- |
| 1954      | Иностранный заговор                         | Foreign Intrigue                                   | девочка                    | эпизод: International Finance                              |
| 1963      | Главный госпиталь                           | General Hospital                                   | Кэролайн Бил               | телесериал                                                 |
| 1968      | Виргинец                                    | The Virginian                                      | Фейт Бредбери              | эпизод: The Orchard                                        |
| 1969      | Защитник Джадд                              | Judd for the Defense                               | Сэнди Джеймисон            | эпизод: The View from the Ivy Tower                        |
| 1969      | CBS: Театр                                  | CBS Playhouse                                      | Сара                       | эпизод: Sadbird                                            |
| 1969—1972 | Отряд «Стиляги»                             | The Mod Squad                                      | Сэнди Джеймисон            | телесериал; 2 эпизода                                      |
| 1970      | —                                           | The New People                                     | Кэти                       | эпизод: On the Horizon                                     |
| 1970      | Айронсайд                                   | The New People                                     | Джоанна Ли                 | эпизод: The People Against Judge McIntire                  |
| 1970—1975 | Медицинский центр                           | Medical Center                                     | разные персонажи           | телесериал; 4 эпизода                                      |
| 1971      | В поисках Америки                           | In Search of America                               | Энн                        | телефильм                                                  |
| 1971      | Лонгстрит                                   | Longstreet                                         | Марселла Пирс              | эпизод: One in the Reality Column                          |
| 1971      | —                                           | A Howling in the Woods                             | Салли Бикстон              | телефильм                                                  |
| 1971      | Макмиллан и жена                            | McMillan & Wife                                    | Дженет Бенсон              | эпизод: Husbands, Wives, and Killers                       |
| 1971      | Миссия невыполнима                          | Mission: Impossible                                | Сарета Лейн                | эпизод: Nerves                                             |
| 1971      | —                                           | Young Marrieds at Play                             | н/д                        | телефильм                                                  |
| 1972      | В поисках Америки                           | Heat of Anger                                      | Джин Карсон                | телефильм                                                  |
| 1972      | Молодой доктор Килдер                       | Young Dr. Kildare                                  | н/д                        | эпизод: The Thing with Feathers                            |
| 1973      | Истории привидений                          | Ghost Story                                        | Анна Фриман                | эпизод: Earth, Air, Fire and Water                         |
| 1973      | —                                           | The Man Who Could Talk to Kids                     | Сьюзи Датуайлер            | телефильм                                                  |
| 1973      | Хокинс                                      | Hawkins                                            | Эллен Хэмилтон             | эпизод: A Life for a Life                                  |
| 1973—1976 | Новобранцы                                  | The Rookies                                        | разные персонажи           | телесериал; 4 эпизода                                      |
| 1974      | Улицы Сан-Франциско                         | The Streets of San Francisco                       | миссис Карлино             | эпизод: Commitment                                         |
| 1974      | —                                           | Doc Elliot                                         | Бет Энн Блэкнер            | эпизод: The Touch of God                                   |
| 1974      | —                                           | Larry                                              | Нэнси Хокуорт              | телефильм                                                  |
| 1974      | Барнаби Джонс                               | Barnaby Jones                                      | Мадж Уинстон               | эпизод: A Gathering of Thieves                             |
| 1974      | —                                           | The Wide World of Mystery                          | Лори                       | эпизод: The Haunting of Penthouse D                        |
| 1975      | Лукас Таннер                                | Lucas Tanner                                       | Дженни Майло               | эпизод: Collision                                          |
| 1975      | Закон                                       | The Law                                            | Люси                       | мини-сериал; основная роль                                 |
| 1975      | Конферансье                                 | The Entertainer                                    | Джин Райс                  | телефильм                                                  |
| 1977      | Видения                                     | Visions                                            | Энн                        | эпизод: The Dancing Bear                                   |
| 1977      | Близкий незнакомец                          | Intimate Strangers                                 | Карен Реншоу               | телефильм                                                  |
| 1978      | Величайшие герои Библии                     | Greatest Heroes of the Bible                       | Ависага                    | эпизод: The Judgment of Solomon                            |
| 1979      | Лучше поздно, чем никогда                   | Better Late Than Never                             | мисс Дейвис                | телефильм                                                  |
| 1979      | Ширли                                       | Shirley                                            | Атена                      | эпизод: Twenty Years to Life                               |
| 1980      | Женская комната                             | The Women’s Room                                   | Адель                      | телефильм                                                  |
| 1980—1982 | Медэксперт Куинси                           | Quincy, M.E.                                       | разные персонажи           | телесериал; 3 эпизода                                      |
| 1981      | —                                           | CBS Afternoon Playhouse                            | Кэтрин Эллис               | эпизод: The Great Gilly Hopkins                            |
| 1981      | —                                           | A Matter of Life and Death                         | Донна                      | телефильм                                                  |
| 1981      | Лу Грант                                    | Lou Grant                                          | Мелисса Каммингс           | эпизод: Violence                                           |
| 1981—1988 | Кегни и Лейси                               | Cagney & Lacey                                     | Мэри Бет Лейси             | телесериал; основная роль                                  |
| 1982      | Частный детектив Магнум                     | Magnum, P.I.                                       | Кейт Салливан              | эпизод: The Jororo Kill                                    |
| 1983      | —                                           | Your Place… or Mine                                | Карен                      | телефильм                                                  |
| 1983      | Миссисипи                                   | The Mississippi                                    | н/д                        | эпизод: The Shooting                                       |
| 1987      | Такие дети                                  | Kids Like These                                    | Джоанна Гудман             | телефильм                                                  |
| 1988      | Долли                                       | Dolly                                              | Женевьев                   | эпизод: Episode #1.20                                      |
| 1989      | —                                           | Stuck with Each Other                              | Сильвия Касс               | телефильм                                                  |
| 1991      | Ехать уже слишком поздно                    | The Last to Go                                     | Мэри Эллен                 | телефильм                                                  |
| 1991      | Испытания Рози О’Нил                        | The Trials of Rosie O’Neill                        | Вики Линдман               | эпизод: The Reunion                                        |
| 1991      | Крылья                                      | Wings                                              | Мимси Борогроувс           | эпизод: My Brother’s Keeper                                |
| 1991      | Лицо незнакомца                             | Face of a Stranger                                 | Долли Мэдисон              | телефильм                                                  |
| 1992      | Болотная тварь                              | Swamp Thing                                        | Карла Джеффрис             | эпизод: Lesser of Two Evils                                |
| 1992      | Театр Рэя Брэдбери                          | The Ray Bradbury Theater                           | Кора Гиббс                 | эпизод: Great Wide World Over There                        |
| 1992—1994 | Коломбо                                     | Columbo                                            | Доротея Макнелли / Долорес | телесериал; 2 эпизода                                      |
| 1993      | —                                           | No Room for Opal                                   | Глорин                     | телефильм                                                  |
| 1993      | Разбитые мечты                              | Scattered Dreams                                   | Кэтрин Мессенджер          | телефильм                                                  |
| 1994      | Убийства с незабудками                      | The Forget-Me-Not Murders                          | доктор Арчер               | телефильм                                                  |
| 1994      | Кристи                                      | Christy                                            | Элис Хендерсон             | телефильм                                                  |
| 1994      | Кегни и Лейси: Возвращение                  | Cagney & Lacey: The Return                         | Мэри Бет Лейси             | телефильм                                                  |
| 1994—1995 | Кристи                                      | Christy                                            | Элис Хендерсон             | телесериал; основная роль                                  |
| 1994—1995 | Волшебный школьный автобус                  | The Magic School Bus                               | доктор Теннелли            | мультсериал; 2 эпизода; озвучка                            |
| 1995      | Кегни и Лейси: Снова вместе                 | Cagney & Lacey: Together Again                     | Мэри Бет Лейси             | телефильм                                                  |
| 1995      | Няня                                        | The Nanny                                          | Мона                       | эпизод: Strange Bedfellows                                 |
| 1995      | Кегни и Лейси: Вид через стеклянный потолок | Cagney & Lacey: The View Through the Glass Ceiling | Мэри Бет Лейси             | телефильм                                                  |
| 1995      | До свидания, птичка                         | Bye Bye Birdie                                     | Мэй Питерсон               | телефильм                                                  |
| 1996      | Кегни и Лейси: Правдивые убеждения          | Cagney & Lacey: True Convictions                   | Мэри Бет Лейси             | телефильм                                                  |
| 1997      | —                                           | The Perfect Mother                                 | Элейн Подарас              | телефильм                                                  |
| 1997      | —                                           | Tricks                                             | Сара                       | телефильм                                                  |
| 1998      | —                                           | For Your Love                                      | Мэри Уинстон               | эпизод: The Mother of All Visits                           |
| 1998      | Денежные короли                             | Vig                                                | Эллен                      | телефильм                                                  |
| 1999      | Салон Вероники                              | Veronica’s Closet                                  | Эмили Блэр                 | эпизод: Veronica’s from Venus/Josh’s Parents Are from Mars |
| 1999      | Великолепная семёрка                        | The Magnificent Seven                              | Ма Николс                  | эпизод: Vendetta                                           |
| 1999      | —                                           | Three Secrets                                      | Шелли                      | телефильм                                                  |
| 1999      | Зло                                         | Absence of the Good                                | доктор Марша Лайонс        | телефильм                                                  |
| 1999      | Наказание правосудия                        | Execution of Justice                               | Голди Джадж                | телефильм                                                  |
| 1999—2005 | Справедливая Эми                            | Judging Amy                                        | Максин Грей                | телесериал; основная роль                                  |
| 2001      | Свадебные платья                            | The Wedding Dress                                  | Джоан Делано               | телефильм                                                  |
| 2003      | —                                           | Undercover Christmas                               | Энн Каннингем              | телефильм                                                  |
| 2009      | Джорджия О’Киф                              | Georgia O’Keeffe                                   | Мейбл Додж Стерн           | телефильм                                                  |
| 2009—2019 | Анатомия страсти                            | Grey’s Anatomy                                     | Кэролин Шеперд             | телесериал; 2 эпизода                                      |
| 2010      | Чёрная метка                                | Burn Notice                                        | Тина                       | эпизод: A Dark Road                                        |
| 2013      | —                                           | Jacked Up                                          | н/д                        | телефильм                                                  |
| 2014      | Американская семейка                        | Modern Family                                      | миссис Планк               | эпизод: Won’t You Be Our Neighbor                          |
| 2016      | В поиске — фильм-прощание                   | Looking                                            | мировой судья              | телефильм                                                  |
| 2018      | Мерфи Браун                                 | Murphy Brown                                       | Филлис                     | телесериал; 13 эпизодов                                    |
| 2019      | Мадам госсекретарь                          | Madam Secretary                                    | сенатор Эми Росс           | эпизод: Leaving the Station                                |